# Liste der Biografien/Hore
Liste der Biografien |
Portal Biografien |
Personensuche
# |
A |
B |
C |
D |
E |
F |
G |
H |
I |
J |
K |
L |
M |
N |
O |
P |
Q |
R |
S |
T |
U |
V |
W |
X |
Y |
Z |
?
 
Ha |
Hd |
He |
Hi |
Hj |
Hk |
Hl |
Hm |
Hn |
Ho |
Hr |
Hs |
Ht |
Hu |
Hv |
Hw |
Hy
 
Hoa |
Hob |
Hoc |
Hod |
Hoe |
Hof |
Hog–Hok |
Hol |
Hom |
Hon |
Hoo |
Hop |
Hoq |
Hor |
Hos |
Hot |
Hou |
Hov |
How |
Hox |
Hoy |
Hoz
 
Hora |
Horb |
Horc |
Hord |
Hore |
Horf |
Horg |
Horh |
Hori |
Horj |
Hork |
Horl |
Horm |
Horn |
Horo |
Horp |
Horr |
Hors |
Hort |
Horu |
Horv |
Horw |
Horx |
Hory |
Horz
Die Liste der Biografien führt alle Personen auf, die in der deutschsprachigen Wikipedia einen Artikel haben. Dieses ist eine Teilliste mit 42 Einträgen von Personen, deren Namen mit den Buchstaben „Hore“ beginnt.

## Hore
- Hore, Andrew (* 1978), neuseeländischer Rugby Union Spieler
- Hore, Edward (* 1849), britischer Segler
- Höre, Johann Gottfried (1704–1778), deutscher Pädagoge
- Hore, Kerry (* 1981), australische Ruderin
- Hore, Sarah, englische Badmintonspielerin
- Hore-Belisha, Leslie, 1. Baron Hore-Belisha (1893–1957), britischer Politiker, Mitglied des House of Commons
- Hore-Ruthven, Alexander, 1. Earl of Gowrie (1872–1955), britischer Brigadegeneral und Generalgouverneur von Australien (1936–1945)

### Horec
- Horecki, Marcin (* 1977), polnischer Pokerspieler
- Horecký, Ján (1920–2006), slowakischer Linguist und Hochschullehrer

### Hored
- Hored, erster Bischof von Haithabu im Jahre 948
- Horedt, Kurt (1914–1991), rumänischer Prähistoriker

### Horei
- Horeis, Udo (1944–2021), deutscher Fußballschiedsrichter

### Horej
- Horejs, Barbara (* 1976), österreichische prähistorische Archäologin
- Hořejš, Jiří (1933–2001), tschechischer Informatiker
- Horejs, Karl (1915–1984), österreichischer Buchdrucker und Politiker (SPÖ), Abgeordneter zum Nationalrat
- Hořejší, Alexandr (1901–1970), tschechischer Dichter und Übersetzer
- Hořejší, Jindřich (1886–1941), tschechischer Dichter und Übersetzer
- Hořejší, Veronika (* 1987), tschechische Biathletin

### Horel
- Horelli, Laura (* 1976), finnische Künstlerin
- Horellou, Gaël (* 1975), französischer Jazzmusiker (Saxophone, Komposition)

### Horem
- Horem, Élisabeth (* 1955), französische Schriftstellerin
- Horemans, Gwendoline (* 1987), belgische Volleyballspielerin
- Horemans, Peter Jakob († 1776), flämischer Maler
- Horemchauef, altägyptischer Priester

### Horen
- Hören, Max von (* 1992), deutscher Schauspieler
- Horenbarch, Christopher, hannoverscher Stück- und Glockengießer
- Horenbarch, Hans, hannoverscher Stück- und Glockengießer
- Horenbout, Gerard (1465–1541), flämischer Buchmaler
- Horenbout, Lucas († 1544), flämischer Miniaturmaler
- Horenbout, Susanna, flämische Malerin
- Horeni, Michael (* 1965), deutscher Sportjournalist und Autor
- Hoření, Zdeněk (1930–2021), tschechoslowakischer Journalist und Parteifunktionär
- Horenstein, Jascha (1898–1973), ukrainisch-jüdischer Dirigent
- Horenstein, Steve, US-amerikanischer Jazzmusiker

### Hores
- Horeschovsky, Melanie (1901–1983), österreichische Schauspielerin
- Horeschowsky, Alfred (1895–1987), österreichischer Alpinist
- Horešovský, Josef (* 1946), tschechischer Eishockeyspieler und -trainer

### Horet
- Höreth, Christian (* 1970), deutscher Moderator, Sportreporter und Autor
- Höreth, Konrad (* 1905), deutscher Beamter
- Horeth, Manuel (* 1978), österreichischer MentalistManuel Horeth (* 1978)

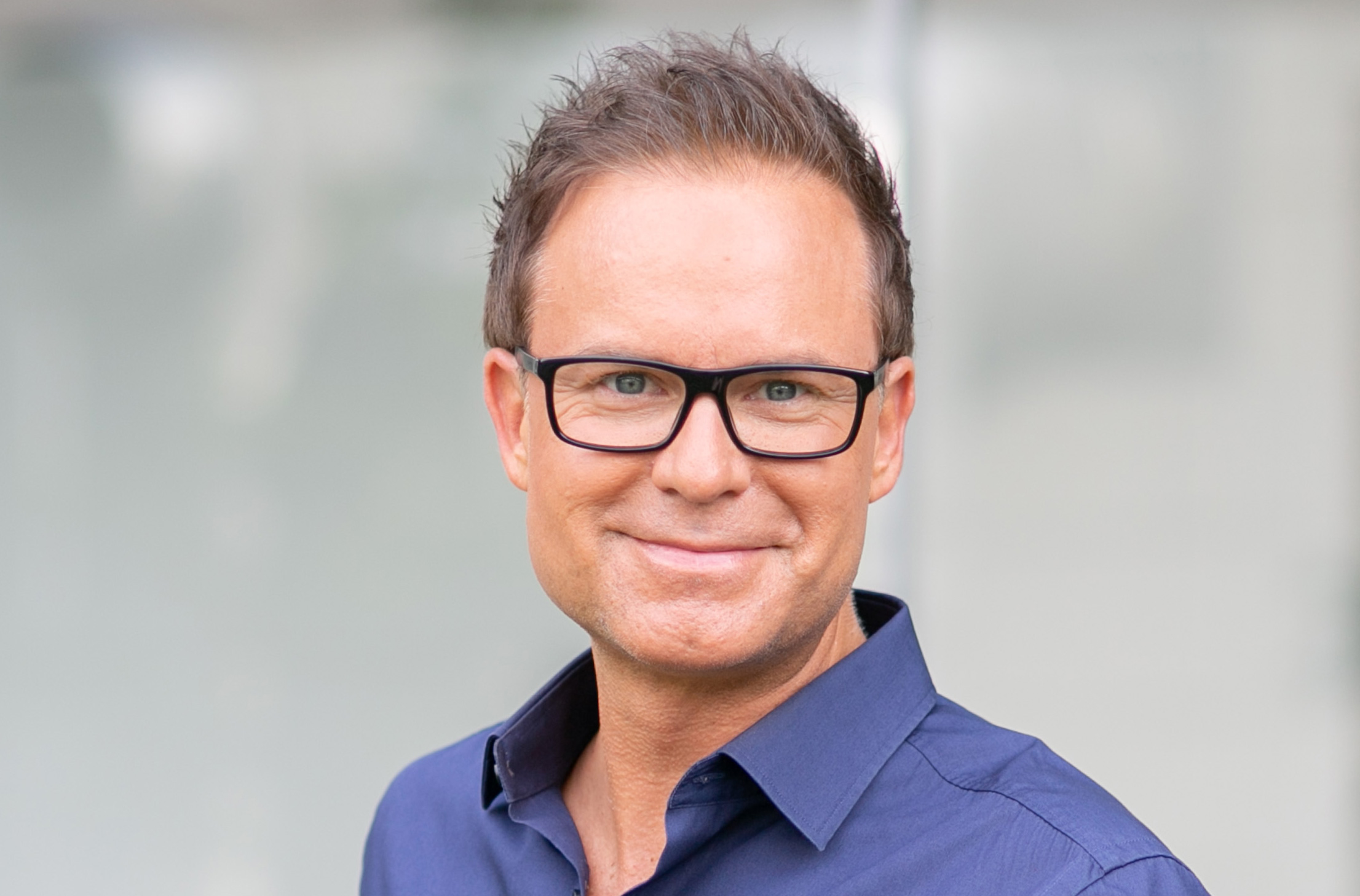
Manuel Horeth (* 1978)

- Höreth, Marcus (* 1968), deutscher Politikwissenschaftler
- Horetzky, Felix (1796–1870), polnischer Gitarrist und Komponist